# Amminoacidi essenziali
Gli amminoacidi essenziali sono un sottogruppo degli amminoacidi proteinogenici. Vengono definiti essenziali tutti quegli amminoacidi che un organismo non è in grado di sintetizzare in quantità sufficiente per supportare la propria sintesi proteica, e che quindi devono necessariamente essere assunti con l'alimentazione.
Non tutti gli organismi sono in grado di sintetizzare tutti gli amminoacidi e molti sono sintetizzati da vie metaboliche che sono presenti solo in alcune piante e batteri. I mammiferi, ad esempio, devono ottenere dalla dieta nove dei venti amminoacidi necessari ai processi biologici. Questo requisito porta ad una convenzione che divide gli amminoacidi in due categorie: essenziali e non essenziali. Gli amminoacidi non essenziali, quindi, possono essere sintetizzati da quasi tutti gli organismi. A causa di particolari caratteristiche strutturali, gli amminoacidi essenziali, sebbene codificati dal DNA, non possono essere sintetizzati dagli enzimi dell'organismo.
La perdita della capacità di sintetizzare gli amminoacidi essenziali è emersa probabilmente molto presto nell'evoluzione, perché questa dipendenza da altri organismi per la fonte degli amminoacidi è comune a tutti gli eucarioti, non solo a quelli dei mammiferi. Gli studi sull'ecologia e l'evoluzione danno alcuni indizi su come e perché alcuni amminoacidi siano diventati essenziali. Gli organismi si evolvono sotto vincoli ambientali, che sono dinamici nel tempo. Se un amminoacido è disponibile per l'assorbimento, la pressione selettiva, per mantenere intatti i geni responsabili di quella via, potrebbe essere ridotta, perché non esprimerebbero costantemente questi geni biosintetici. Senza la pressione selettiva, le vie biosintetiche potrebbero andare perse o il gene potrebbe consentire mutazioni che porterebbero a una diversificazione della funzione dell'enzima. Seguendo questa logica, gli amminoacidi essenziali per alcuni organismi potrebbero non essere essenziali per altri organismi soggetti a diverse pressioni di selezione.
Anche i procarioti possono presentare questo problema: l'endosimbionte Buchnera presenta i geni per le vie biosintetiche necessarie per la sintesi degli amminoacidi essenziali per il suo ospite simbiotico, un afide, mentre i geni per la sintesi dei suoi propri amminoacidi essenziali (diversi da quelli dell'afide) sono quasi completamente mancanti, poiché li ottiene dall'ospite stesso.
I principali amminoacidi possono essere indicati con una sigla formata da una terna di lettere oppure da una singola lettera (di solito la sua iniziale), per esempio: glicina = GLY oppure G, arginina = ARG oppure R (essendo A usata per l'alanina).

## Amminoacidi essenziali per l'uomo
Per l'alimentazione umana sono sempre essenziali otto amminoacidi:
- fenilalanina
- isoleucina
- leucina
- lisina
- metionina
- treonina
- triptofano
- valina

Inoltre arginina, cisteina, istidina e tirosina sono essenziali durante l'infanzia e lo sviluppo.
La seguente tabella riassume i fabbisogni giornalieri raccomandati dall'Organizzazione mondiale della sanità (OMS), accompagnati dalla lettera che li identifica.
| Amminoacido                 | mg per kg peso corporeo | mg per 70 kg | mg per 100 kg |
| --------------------------- | ----------------------- | ------------ | ------------- |
| H istidina                  | 10                      | 700          | 1000          |
| I isoleucina                | 20                      | 1400         | 2000          |
| L leucina                   | 39                      | 2730         | 3900          |
| K lisina                    | 30                      | 2100         | 3000          |
| M metionina + C cisteina    | 15 (totale)             | 1050         | 1500          |
| F fenilalanina + Y tirosina | 25 (totale)             | 1750         | 2500          |
| T treonina                  | 15                      | 1050         | 1500          |
| W triptofano                | 4                       | 280          | 400           |
| V valina                    | 26                      | 1820         | 2600          |

### Amminoacidi semi-essenziali
Gli amminoacidi semi-essenziali sono quegli amminoacidi che possono essere sintetizzati dall'organismo, a patto che vengano forniti altri amminoacidi essenziali in quantità superiore al fabbisogno, per far fronte alla loro produzione. Gli amminoacidi che possono venir trasformati l'uno nell'altro sono: metionina e omocisteina (amminoacidi contenenti zolfo), fenilalanina e tirosina (amminoacidi aromatici), arginina, ornitina e citrullina (amminoacidi del ciclo dell'urea).
In particolari condizioni di stress dell'organismo, ad esempio in seguito a intensa fatica fisica o a un intervento chirurgico significativo, la glutammina può venir consumata in quantità tali da dover essere introdotta con la dieta.

### Contenuto degli amminoacidi negli alimenti
La seguente tabella riassume il contenuto di amminoacidi essenziali negli alimenti e nei regimi alimentari riportati,  espresso in percentuale relativa del fabbisogno dello specifico amminoacido, secondo le razioni giornaliere, come meglio spiegato di seguito.
| Amminoacido o gruppo                        | Uovo | Manzo | Latte | Soia | Patata | Riso integrale | Mais | Grano | Manioca | Igname | Dieta inglese | Dieta indiana |
| ------------------------------------------- | ---- | ----- | ----- | ---- | ------ | -------------- | ---- | ----- | ------- | ------ | ------------- | ------------- |
| Lisina                                      | 139% | 203%  | 158%  | 144% | 121%   | 86%            | 58%  | 57%   | 92%     | 91%    | 140%          | 87%           |
| Triptofano                                  | 293% | 213%  | 417%  | 217% | 240%   | 224%           | 117% | 217%  | 192%    | 213%   | 211%          | 293%          |
| Treonina                                    | 223% | 202%  | 191%  | 191% | 167%   | 153%           | 157% | 127%  | 115%    | 157%   | 177%          | 143%          |
| Am. contenenti zolfo Metionina, omocisteina | 225% | 182%  | 164%  | 114% | 131%   | 176%           | 132% | 203%  | 124%    | 125%   | 174%          | 182%          |
| Am. ramificati Valina, isoleucina, leucina  | 168% | 144%  | 151%  | 136% | 120%   | 146%           | 177% | 122%  | 79%     | 116%   | 143%          | 132%          |
| Am. aromatici Fenilalanina, tirosina        | 301% | 275%  | 271%  | 281% | 243%   | 305%           | 314% | 306%  | 135%    | 265%   | 311%          | 317%          |

Ad esempio, il contenuto di amminoacidi essenziali nel riso si calcola con la seguente tabella nella quale si moltiplica il requisito di proteine giornaliero 0,66 g*70 kg = 46,2 g per persona di 70 kg.
Poi si trova la quantità di riso integrale che contiene esattamente 46,2 g di proteine, che nel caso specifico è 612 g di riso.
Infine si confronta con il valore raccomandato dall'OMS dei singoli amminoacidi essenziali e si trova la percentuale relativa all'amminoacido essenziale. Da notare che tale valore dipende dalla misurazione del contenuto di amminoacidi essenziali, che l'OMS calcola, in base alla nota 105 del documento citato (Rome, Food and Agriculture Organization of the United Nations, 1970 (FAO Nutritional Studies, No. 24)) mentre questa tabella usa dati USDA, per cui è soggetto a lievi differenze percentuali.
| Amminoacidi essenziali | Quantità [mg] in 612 g di riso integrale (pari 46,2 g di proteine) | Quantità [mg] raccomandata dall'OMS per una persona di 70 kg | Percentuale relativa al singolo amminoacido |
| ---------------------- | ------------------------------------------------------------------ | ------------------------------------------------------------ | ------------------------------------------- |
| istidina               | 1236                                                               | 700                                                          | 176                                         |
| isoleucina             | 2056                                                               | 1400                                                         | 146                                         |
| leucina                | 4021                                                               | 2790                                                         | 144                                         |
| lisina                 | 1854                                                               | 2100                                                         | 88                                          |
| metionina              | 1095                                                               | 700                                                          | 156                                         |
| fenilalanina           | 2509                                                               | 1750                                                         | 143                                         |
| treonina               | 1781                                                               | 1050                                                         | 169                                         |
| triptofano             | 618                                                                | 280                                                          | 220                                         |
| valina                 | 2852                                                               | 1820                                                         | 156                                         |